# Regina López Muñoz
Regina López Muñoz (Málaga, 1985) es una traductora española. En 2024, ganó el  Premio Sophie Castille a la Mejor Traducción por el cómic Alison.

## Trayectoria
López nació en Málaga en 1985 y, desde pequeña, le ha gustado la literatura, la escritura, las lenguas y  los idiomas. Se licenció en traducción e interpretación por la Universidad de Málaga, donde, en 2010, realizó el máster en traducción para el mundo editorial. Después de terminar sus estudios comenzó con sus primeros encargos de traducción. Sus traducciones las realiza principalmente del francés, inglés, italiano y portugués. Entre los y las autoras a las que ha traducido sus obras están Edna O’Brien, Éric Vuillard, Mary Karr, Olivier Schrauwen, Margaret Drabble, Jérôme Ferrari, Vera Brittain,o Gloria Steinem. Entre los más de cien títulos que López ha traducido se destaca la narrativa contemporánea, ensayo, memorias y cómic.
En 2014, fundó Las Cuatro de Syldavia, un colectivo que se dedica a la traducción de cómics y novelas gráficas junto a tres compañeras. El colectivo ha trabajado con editoriales como Sins Entido, Impedimenta, Periférica o Gallo Negro. Tanto López como sus compañeras no solo buscan la visibilidad sino darle la importancia que tiene la traducción de los cómic.
López, quien inicialmente no era aficionada a los cómics, comenzó su carrera traduciendo narrativas pero luego se especializó en la traducción de cómics, desarrollando un interés particular en este campo. Además, enfrenta desafíos específicos al traducir onomatopeyas, para los cuales utiliza glosarios y diccionarios como recursos de apoyo para encontrar equivalencias en el idioma destino.
López ha traducido una variedad de obras literarias y novelas gráficas, destacando entre ellas títulos como El peatón de París de Léon-Paul Fargue y El Epiléptico de David B, aplicando su dominio del español de España con influencias dialectales andaluzas. En total, hasta 2024 ha traducido casi docientas obras, incluyendo  unas cincuenta novelas gráficas como Madonas y putas de Nine Antico y Ethel & Ernest, de Raymond Briggs.

## Reconocimientos
En mayo de 2024, López recibió el Premio Sophie Castille a la Mejor Traducción por el libro Alison, obra publicada por Errata Naturae. Este premio se concede a la mejor traducción en español o en catalán de los cómics nominados en la categoría Mejor Obra de Autoría Extranjera de los Premios del Cómic Barcelona.